# Robbers & Cowards
Robbers & Cowards é o primeiro álbum da banda de Indie Rock americana Cold War Kids e foi lançado oficialmente nos Estados Unidos em 10 de Outubro de 2006, pela Downtown Records.

## Faixas
| #  | Título                               | Duração |
| -- | ------------------------------------ | ------- |
| 1  | We Used to Vacation                  | 4:14    |
| 2  | Hang Me Up to Dry                    | 3:38    |
| 3  | Tell Me in the Morning               | 3:36    |
| 4  | Hair Down                            | 3:40    |
| 5  | Passing the Hat                      | 3:25    |
| 6  | Saint John                           | 3:26    |
| 7  | Robbers                              | 3:31    |
| 8  | Hospital Beds                        | 4:46    |
| 9  | Pregnant                             | 3:58    |
| 10 | Red Wine, Success!                   | 2:37    |
| 11 | God, Make Up Your Mind               | 4:59    |
| 12 | Rubidoux                             | 11:02   |
| 13 | Sermon vs. the Gospel (Hidden Track) | 3:40    |